# 1981-es CONCACAF-bajnokság
Az 1981-es CONCACAF-bajnokság az Észak- és Közép-amerikai, valamint a Karib-térség labdarúgó-válogatottjainak kiírt nyolcadik labdarúgótorna volt, melyet 1981. november 1. és 22. között rendeztek. Az esemény házigazdája Honduras volt. A tornán 6 nemzet válogatottja vett részt.
A torna egyben az 1982-es labdarúgó-világbajnokság észak-amerikai (CONCACAF) selejtezője is volt.

## Lebonyolítás
A hat csapat egy csoportot alkotott, ahol körmérkőzéseket játszottak. A csoport végeredménye lett egyben a torna végeredménye is.

## Csoportkör
| Csapat   | M | Gy | D | V | G+ | G– | Gk | P |
| -------- | - | -- | - | - | -- | -- | -- | - |
| Honduras | 5 | 3  | 2 | 0 | 8  | 1  | +7 | 8 |
| Salvador | 5 | 2  | 2 | 1 | 2  | 1  | +1 | 6 |
| Mexikó   | 5 | 1  | 3 | 1 | 6  | 3  | +3 | 5 |
| Kanada   | 5 | 1  | 3 | 1 | 6  | 6  | 0  | 5 |
| Kuba     | 5 | 1  | 2 | 2 | 4  | 8  | –4 | 4 |
| Haiti    | 5 | 0  | 2 | 3 | 2  | 9  | –7 | 2 |

| 1981. november 1. |

| Mexikó | 4–0 | Kuba |
| ------ | --- | ---- |
|        |     |      |

| Tegucigalpa |

| 1981. november 2. |

| Kanada | 1–0 | Salvador |
| ------ | --- | -------- |
|        |     |          |

| Tegucigalpa |

| 1981. november 3. |

| Honduras | 4–0 | Haiti |
| -------- | --- | ----- |
|          |     |       |

| Tegucigalpa |

| 1981. november 6. |

| Haiti | 1–1 | Kanada |
| ----- | --- | ------ |
|       |     |        |

| Tegucigalpa |

| 1981. november 6. |

| Mexikó | 0–1 | Salvador |
| ------ | --- | -------- |
|        |     |          |

| Tegucigalpa |

| 1981. november 8. |

| Honduras | 2–0 | Kuba |
| -------- | --- | ---- |
|          |     |      |

| Tegucigalpa |

| 1981. november 11. |

| Salvador | 0–0 | Kuba |
| -------- | --- | ---- |
|          |     |      |

| Tegucigalpa |

| 1981. november 11. |

| Mexikó | 1–1 | Haiti |
| ------ | --- | ----- |
|        |     |       |

| Tegucigalpa |

| 1981. november 12. |

| Honduras | 2–1 | Kanada |
| -------- | --- | ------ |
|          |     |        |

| Tegucigalpa |

| 1981. november 15. |

| Haiti | 0–2 | Kuba |
| ----- | --- | ---- |
|       |     |      |

| Tegucigalpa |

| 1981. november 15. |

| Mexikó | 1–1 | Kanada |
| ------ | --- | ------ |
|        |     |        |

| Tegucigalpa |

| 1981. november 16. |

| Honduras | 0–0 | Salvador |
| -------- | --- | -------- |
|          |     |          |

| Tegucigalpa |

| 1981. november 19. |

| Haiti | 0–1 | Salvador |
| ----- | --- | -------- |
|       |     |          |

| Tegucigalpa |

| 1981. november 21. |

| Kuba | 2–2 | Kanada |
| ---- | --- | ------ |
|      |     |        |

| Tegucigalpa |

| 1981. november 22. |

| Honduras | 0–0 | Mexikó |
| -------- | --- | ------ |
|          |     |        |

| Tegucigalpa |

Honduras és Salvador kijutott az 1982-es labdarúgó-világbajnokságra.
| Az 1981-es CONCACAF-bajnokság győztese |
| -------------------------------------- |
| HONDURAS 1. cím                        |

## Külső hivatkozások
- Eredmények az rsssf.com-on (angolul)